# خط قرمز (اصطلاح)

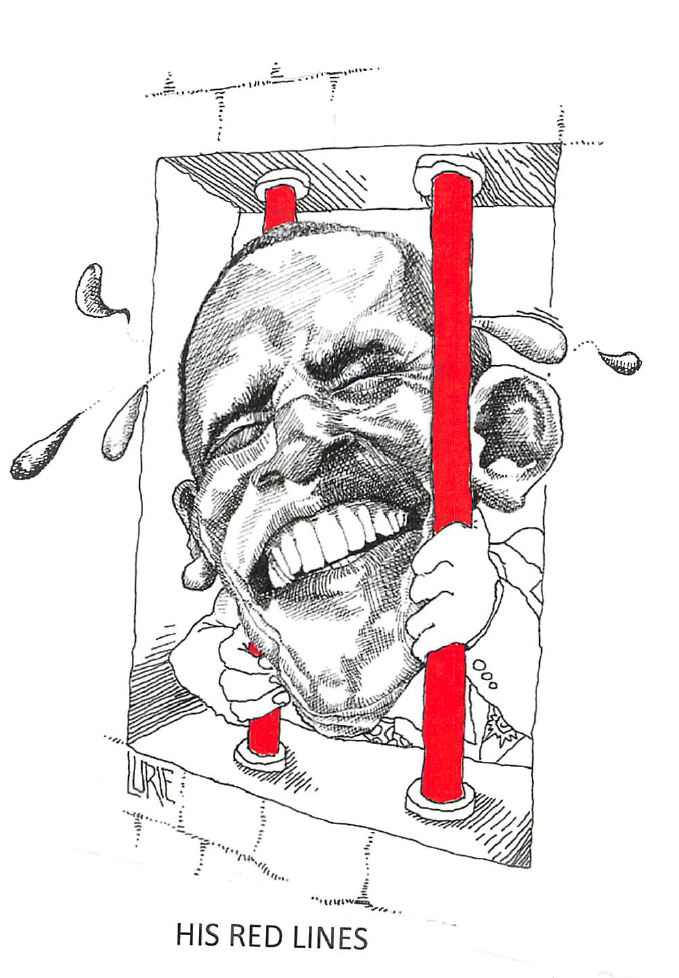
خط قرمز دروغین اوباما دربارهٔ واکنش آمریکا به استفاده از تسلیحات شیمیایی علیه مردم سوریه توسط رژیم اسد؛ کاریکاتوری از رانان لوری

خط قرمز (انگلیسی: Red line) اصطلاحی است که تا حد زیادی با مباحث بازدارندگی آمیخته و به کار گرفته می‌شود. از این اصطلاح برای تعریف آستانهٔ تحمّل یا حد و مرز یک اقدام استفاده می‌شود.

## ریشه
در تاریخ معاصر، اوّلین‌بار این اصطلاح در توافق‌نامه خط قرمز ۳۱ ژوئیه ۱۹۲۸ بین شرکا و سهام‌داران شرکت نفت ترکیه TPC مشاهده شده است. از دهه ۱۹۷۰ تا به امروز اصطلاح «خط قرمز» در روابط بین‌الملل به معنای «هشدار جدی» به دشمن یا بازیگر مقابل به کار می‌رود که نادیده‌گرفتن آن و نقض آن از سوی بازیگر مقابل، پیامدها و هزینه‌هایی به دنبال خواهد داشت.